# 上杉憲房 (戦国時代)
上杉 憲房（うえすぎ のりふさ）は、戦国時代の大名。山内上杉家13代当主。関東管領。

## 生涯
応仁元年（1467年）、上杉憲実の子で僧籍にあった周清の子として誕生した。又従兄弟にあたる関東管領・上杉顕定の養子となるが、その立場は必ずしも安定しておらず、長尾景春の乱の最末期には長尾景春らによって山内上杉家当主に擁立されていた時期が存在していたことが知られている。また、顕定には実子（庶子）が存在していたとする説もある。そして、決定的であったのは永正4年（1507年）に古河公方・足利成氏の次男・顕実が顕定の養子になると、顕実は顕定の仮名である「四郎」の名のりが許されて、憲房は後継者から外されて庶流としての地位が確定してしまう。その一方で、顕定－顕実とは別に有力な一軍を率いる存在として各地を転戦することになった。
顕定と共に越後国守護代・長尾為景を討つため出陣し、上野国白井城に駐屯していたが、顕定が長森原の戦いにおいて戦死すると撤退する。関東管領職は顕定の遺言により顕実が継いでいたが、憲房は顕実と争って勝利し、永正9年（1512年）に山内上杉家の家督を継ぎ、永正12年（1515年）の顕実の死によって関東管領職をも継いだ（永正の乱）。
しかし家臣・長尾景春の離反、扇谷上杉家の上杉朝興や相模国の北条氏綱、甲斐国の武田信虎などとの長年の抗争による不安定な情況の中で病に倒れ、大永5年（1525年）3月25日、59歳で死去した。
実子・憲政は幼少のため、先に養子として迎えていた憲寛が跡を継いだが、憲房と顕実同様に憲政と憲寛の間でも争いが繰り広げられ、結局は憲寛を追放した憲政が家督を継いだ。